# Falconiodes
Falconiodes is een geslacht van wantsen uit de familie van de Miridae (blindwantsen). Het geslacht werd voor het eerst wetenschappelijk beschreven door Odo Reuter in 1905.

## Soorten
Het genus bevat de volgende soorten:

- Falconiodes concolor Reuter, 1905
- Falconiodes costaricensis Carvalho, 1985
- Falconiodes peruanus Carvalho & Ferreira, 1972
- Falconiodes velezangeli Carvalho, 1984